# Dobra Wola (rejon piński)
Dobra Wola (biał. Добрая Воля; ros. Добрая Воля) – wieś na Białorusi, w obwodzie brzeskim, w rejonie pińskim, w sielsowiecie Ośnieżyce, w pobliżu granic Pińska.
W XIX w. wieś i folwark. W dwudziestoleciu międzywojennym folwark leżący w Polsce, w województwie poleskim, w powiecie pińskim, do 18 kwietnia 1928 w gminie Stawek, następnie w gminie Pinkowicze. Po II wojnie światowej w granicach Związku Sowieckiego. Od 1991 w niepodległej Białorusi.